# Запис Огњановића крушка (Голубовац)
Запис Огњановића крушка (Голубовац) се налази на парцели чији је власник Огњановић Горан.

## Локација
| Општина             | Параћин                                                          |
| Катастарска општина | Голубовац                                                        |
| Потес               | Коса                                                             |
| Координате          | 43° 48′ 44″ С; 21° 30′ 06″ И / 43.812199999999997° С; 21.5016° И |
| Надморска висина    | 210m                                                             |

## Карактеристике
Дендрометријске вредности утврђене на терену и сателитским снимцима:
| Стабло                     | Крушка |
| Висина стабла              | m      |
| Обим дебла                 | m      |
| Пречник крошње             | 10m    |
| Пречник дебла              | m      |
| Висина дебла до прве гране | m      |

## База записа
Запис је у оквиру Викимедија пројекта "Запис - Свето дрво" заведен под редним бројем 0320.